# گرین ویلیج (نیوجرسی)
گرین ویلیج (به انگلیسی: Green Village) یک منطقهٔ مسکونی در ایالات متحده آمریکا است که در شاتهام، نیوجرسی واقع شده‌است. گرین ویلیج ۷۶ متر بالاتر از سطح دریا واقع شده‌است.